# 賚北県
賚北県（らいほく-けん）は中華人民共和国吉林省にかつて存在した県。現在の白城市鎮賚県北部に相当する。
国共内戦中、中国共産党により1946年（民国35年）に設置された。翌年鎮東県と統合され廃止された。